# 올린 하울런드
올린 하울런드(Olin Howland, 1886년 2월 10일 ~ 1959년 9월 20일)는 미국의 배우이다.
덴버에서 태어났으며 할리우드에서 사망하였다.

## 출연 작품

### 영화
- 물방울 (1958년)
- 저것이 파리의 등불이다 (1957년)
- 방사능 X (1954년)
- 스타 탄생 (1954년)
- 소 디스 이즈 러브 (1953년)
- 탑 오 더 모닝 (1949년)
- 아더 왕궁의 코네티컷 양키 (1949년)
- 작은 아씨들 (1949년)
- 페일페이스 (1948년)
- 천사와 악당 (1947년)
- 리빙 인 어 빅 웨이 (1947년)
- 마사 아이버스의 위험한 사랑 (1946년)
- 폴린 엔젤 (1945년)
- 허 럭키 나이트 (1945년)
- 캡틴 에디 (1945년)
- 다고타 (1945년)
- 아윌 비 씨 유 (1944년)
- 인 더 민타임, 다링 (1944년)
- 캔트 헬프 싱잉 (1944년)
- 스카이스 더 리미트 (1943년)
- 딕시 (1943년)
- 오케스트라 와이브즈 (1942년)
- 백주의 탈출 (1942년)
- 두 얼굴의 여인 (1941년)
- 셰퍼드 오브 더 힐 (1941년)
- 영 피플 (1940년)
- 커민 라운드 더 마운틴 (1940년)
- 채드 한나 (1940년)
- 럭키 파트너 (1940년)
- 제노비아 (1939년)
- 바람과 함께 사라지다 (1939년)
- 스윗하츠 (1938년)
- 더 걸 오브 더 골든 웨스트 (1938년)
- 톰 소여의 모험 (1938년)
- 스타 이즈 본 디 오리지널 (1937년)
- 1937년의 황금광들 (1936년)
- 리틀 빅 샷 (1935년)
- 작은 아씨들 (1933년)
- 오버 더 힐 (1931년)
- 제니스 메러디스 (1924년)
- 그레이트 화이트 웨이 (1924년)